# Saar-vidéki labdarúgó-szövetség
A Saar-vidéki labdarúgó-szövetség (németül: Saarländischer Fussball-Verband;  a Saar-vidék nemzeti labdarúgó-szövetsége. Székhelye Saarbrückenben található.
1948-ban alapították. 1950 és 1956 között a FIFA, 1954 és 1956 között az UEFA tagja volt.
A szövetség működtette a Saar-vidéki labdarúgó-válogatottat, amely indult az 1954-es labdarúgó-világbajnokság-selejtezőiben.  